# 蕭宇奇
蕭宇奇（1987年8月6日—），為台灣的棒球選手之一，曾效力於中華職棒Lamigo桃猿隊，守備位置為投手。

## 經歷
- 嘉義縣太保國小少棒隊
- 嘉義縣民和國中青少棒隊
- 台北縣穀保家商青棒隊
- 台北縣輔仁大學棒球隊（泰安產險）
- 中華職棒中信二軍借將（2008年）
- 台北縣成棒隊（2009年4月28日－2009年9月27日）
- 中華職棒La New熊隊代訓球員（2010年1月－08月28日）
- 中華職棒La New熊隊（2010年8月－2011年1月5日 ）
- 中華職棒Lamigo桃猿（2011年1月6日－2013年11月11日）
- 崇越科技棒球隊（2014年）

## 職棒生涯成績
| 年度   | 球隊       | 出賽 | 勝投 | 敗投 | 中繼 | 救援 | 完投 | 完封 | 四死 | 三振 | 責失 | 投球局數 | 防禦率 |
| ------ | ---------- | ---- | ---- | ---- | ---- | ---- | ---- | ---- | ---- | ---- | ---- | -------- | ------ |
| 2010年 | La New熊   | 8    | 0    | 0    | 1    | 0    | 0    | 0    | 3    | 4    | 6    | 6.2      | 8.10   |
| 2011年 | Lamigo桃猿 | 11   | 0    | 0    | 3    | 0    | 0    | 0    | 10   | 8    | 9    | 13.2     | 5.93   |
| 合計   | 2年        | 19   | 0    | 0    | 4    | 0    | 0    | 0    | 13   | 12   | 15   | 20.1     | 6.64   |

## 外部連結
- 蕭宇奇在台灣棒球維基館上的頁面（繁體中文）
- 球員資訊和成績在中華職棒官網（中文）